# Ficaja
 Ficaja  là một xã ở tỉnh Haute-Corse trên đảo Corse, Pháp. Xã này có diện tích 5,05 km², dân số năm 1999 là 34 người. Khu vực này có độ cao 570 mét trên mực nước biển.